# Anileridine
Anileridine (tên thương mại: Leritine) là một loại thuốc giảm đau tổng hợp và là thành viên của nhóm thuốc giảm đau piperidine được phát triển bởi Merck & Co. trong những năm 1950. Nó khác với pethidine (meperidine) ở chỗ nhóm N -methyl của meperidine được thay thế bằng nhóm N -aminophenethyl, làm tăng hoạt động giảm đau của nó.
Anileridine không còn được sản xuất tại Mỹ hoặc Canada. Anileridine nằm trong Phụ lục II của Đạo luật về các chất bị kiểm soát 1970 của Hoa Kỳ với tên ACSCN 9020 với hạn ngạch sản xuất tổng hợp bằng không vào năm 2014. Tỷ lệ chuyển đổi cơ sở miễn phí đối với muối bao gồm 0,83 đối với dihydrochloride và 0,73 đối với phosphat  Nó cũng nằm dưới sự kiểm soát quốc tế theo các điều ước của Liên Hợp Quốc.

## Sử dụng
Là viên nén hoặc thuốc tiêm.

## Dược động học
Anileridine thường có hiệu lực trong vòng 15 phút sau khi uống hoặc tiêm tĩnh mạch, và kéo dài 2 giờ 3 giờ. Nó chủ yếu được chuyển hóa ở gan.